# Amchur

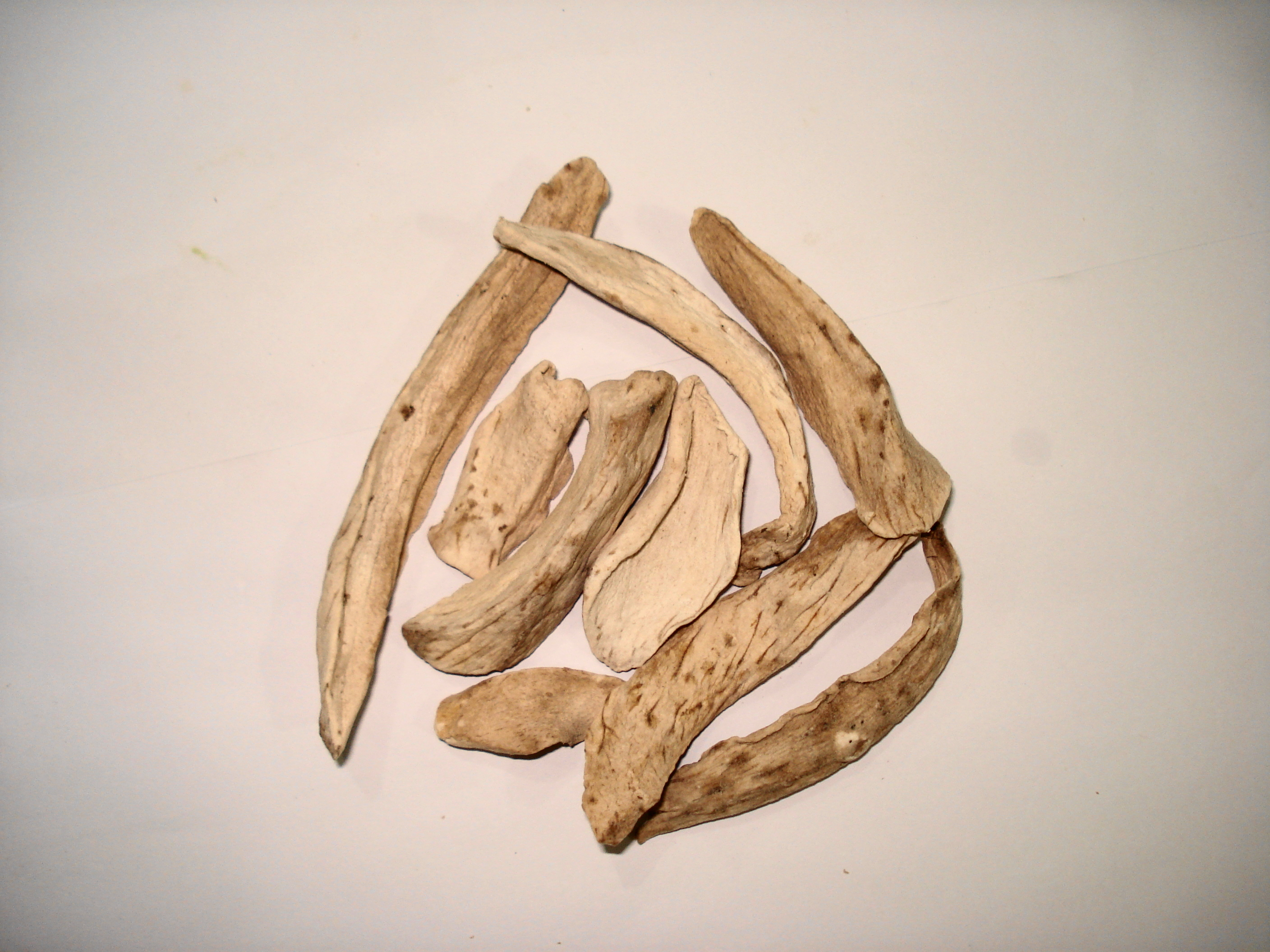
Getrocknete Stücke vom Fruchtfleisch der Mango

Amchur, auch Mangopulver (andere Schreibweise amchoor, Hindi, Urdu und Panjabi amchur, kachcha am, Bengali kachukacha aam, Gujarati keri, Malayalam manga podi), ist ein Gewürzpulver der indischen Küche, hergestellt aus dem Fruchtfleisch unreifer Mangos. Die Früchte werden geschält und das Fleisch in Form von Scheiben oder Würfeln getrocknet, dann pulverisiert. Das Pulver hat eine hellbraune Farbe, der Geschmack wird als süß-säuerlich beschrieben, mit leicht harziger Note. Auch die getrockneten Fruchtstücke werden als Amchur bezeichnet. Der Name kommt von Hindi aam für Mango und chur/choor für Pulver.

## Verwendung und Herstellung
Amchur wird im Norden ähnlich wie Tamarinde in Südindien zum Säuern von Currys, Chutneys, Suppen und Marinaden verwendet, vor allem für Sambar und Rasam, während es beim Marinieren als Fleischzartmacher fungiert, ähnlich wie Zitronensaft. Die getrockneten Stücke verleihen den Currys ein fruchtiges Aroma und das Pulver gibt ihnen Säure. Ein weiterer Effekt der Zugabe von Amchur zu den Speisen besteht darin, dass der pH-Wert gesenkt und somit die Speise länger haltbar wird.
Amchur kommt vorwiegend aus Nordindien. Bei der Herstellung werden keine besonderen Ansprüche an die Güte der Mangos gestellt, es eignen sich alle unreifen, säuerlichen Früchte, die etwa durch Wind und Sturm zu Fallobst geworden sind. Manchmal wird das Fruchtfleisch, bevor es in der Sonne getrocknet wird, mit Kurkuma bestreut, um dem Befall von Insekten und Schädlingen entgegenzuwirken.